# Tel Arad
Koordinaten: 31° 17′ N, 35° 8′ O

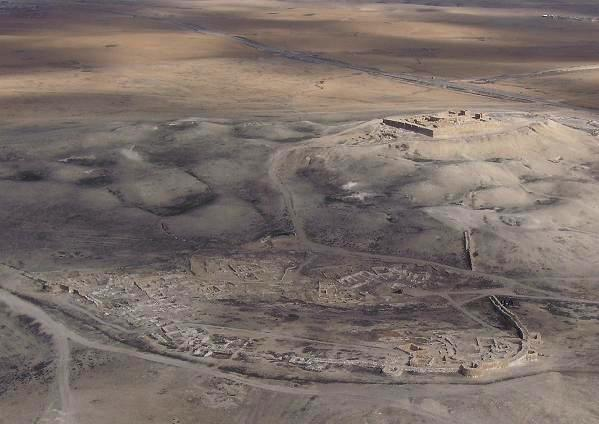
Luftbild von ʿArad: im Vordergrund die frühbronzezeitliche Stadt, im Hintergrund die eisenzeitliche Festung

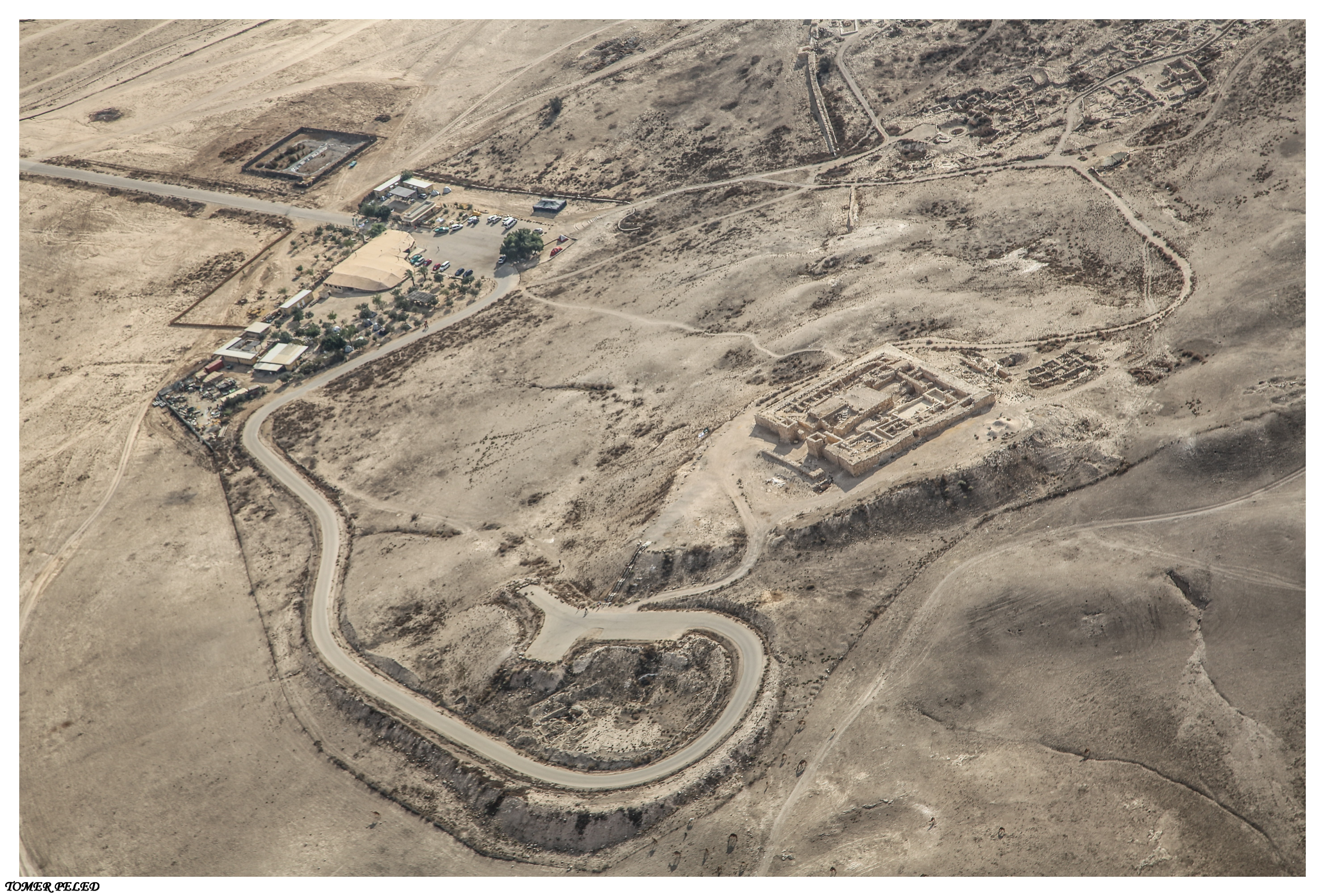
Anlage des Nationalparks

Tel Arad (hebräisch תֵּל עֲרָד Tel ʿArad) ist eine archäologische Fundstelle im südlichen Judäischen Bergland nahe dem modernen ʿArad im Negev; die archäologischen Stätten sind heute ein Nationalpark. An diesem Ort fand man am Fuß des Hügels Überreste einer frühbronzezeitlichen Stadt sowie auf dem Hügel eine eisenzeitliche, judäische Festung, aus der einige bedeutsame althebräische Inschriften stammen.

## Bronzezeit
Die frühesten Siedlungsspuren bilden das Stratum V und gehören in die Zeit von 4000–3400 v. Chr. Diese Siedlung war über einige Hügel verstreut und gehörte zur Beersheba-Kultur. In die letzten beiden Jahrhunderte des 4. vorchristlichen Jahrtausends datiert ein kleines, unbefestigtes Dorf. Aus dieser Zeit stammt ägyptische Keramik, teilweise mit dem Namen des Pharaos Narmer, wodurch Handelsverbindungen zwischen dem südlichen Kanaan und dem prädynastischen Ägypten belegt werden und gleichzeitig die Datierung dieser Siedlung gesichert wird. Die Siedlungsspuren dieser Zeit umfassen neben kleineren Häusern auch eine Grabkammer mit 16 Bestatteten. Zu Beginn des 3. Jahrtausends wurde ʿArad mit einer 1,2 km langen Mauer mit vorspringenden Türmen befestigt, ebenso wurden öffentliche Anlagen, nämlich ein „Marktplatz“, ein Heiligtum und ein Palast errichtet und ein Wasserreservoir am tiefsten Punkt der Stadt angelegt. Um 2800 v. Chr. wurde ʿArad zerstört und bald darauf wiederaufgebaut. In der Folgezeit schrumpfte ʿArad, bis es um 2650 v. Chr. ganz verlassen wurde. Im bronzezeitlichen ʿArad war die Landwirtschaft vorherrschend, daneben finden sich auch Belege für Handwerk und Handel.

## Eisenzeit
Entgegen der biblischen Erzählung (Num 21,1 ; Num 33,40 ; Jos 12,14 ) war ʿArad in der Spätbronzezeit unbesiedelt. Erst im 11. Jahrhundert v. Chr. (Eisenzeit I) wurde ʿArad wieder besiedelt. Zunächst bestand ein kleines Dorf auf den Ruinen der frühbronzezeitlichen Stadtanlage, das bereits wenige Jahrzehnte später wieder verlassen wurde. Kurz danach wurde im Nordwesten der bronzezeitlichen Stadt, am höchsten Punkt des Gebietes, eine 55 × 50 m große rechteckige Festungsanlage errichtet. Ende des 10. Jahrhunderts v. Chr. wurde die Anlage von Scheschonq I. (um 946–925) zerstört (erwähnt auf dem Relief in Karnak). Tel ʿArad bildete mit Tell Masos eine wirtschaftliche Zone, welche die ʿArava-Senke und das Tote Meer mit dem Mittelmeer verband, vermutlich als Zwischenstation für Überlandtransporte von Kupfer und wohl auch von Gütern aus der Arabischen Halbinsel zum Mittelmeer. Bald darauf wurde mit nun quadratischem Grundriss und einer Seitenlänge von 52 m die Festung wiederaufgebaut. Die neue Anlage enthielt auch einen kleinen JHWH-Tempel, der gegen Ende des 8. Jahrhunderts wieder aufgegeben wurde. Die restliche Fläche wurde von Wohn- und Wirtschaftsgebäuden eingenommen. Aus dieser Zeit stammen über hundert Ostraka und beschriebene Tongefäße.

## Perser- sowie hellenistisch-römische Zeit (Strata V–III)
In der persischen Zeit (ab 538 v. Chr.) war ʿArad nur noch spärlich besiedelt. Aus dieser Zeit stammen 85 aramäische Ostraka, die jedoch zu großen Teilen nicht oder nur schwer lesbar sind. Eine in hellenistischer Zeit begonnene Festung wurde nicht vollendet. Der Ort wurde in römischer Zeit (Stratum III) erneut befestigt und um 200 n. Chr. wieder aufgegeben.

## Arabische Zeit und Mittelalter (Strata II und I)
Die jüngsten Reste stellen eine arabische Straßenstation aus dem 7./8. Jahrhundert und ein Beduinenfriedhof dar, der vom 13. bis ins 19. Jahrhundert genutzt wurde.